# Hulín
Hulín é uma cidade checa localizada na região de Zlín, distrito de Kroměříž, de cerca de 6,819 habitantes.